# Parque de La Granja
El Parque de La Granja de Santa Cruz de Tenerife (Tenerife, Canarias, España) fue construido entre 1969 y 1976. Son sus 64.310 m² un amplio espacio para practicar deporte, juegos, paseos para contemplar la flora y más en una ubicación privilegiada en el centro de la ciudad.Este es  uno de los parques urbanos más grandes de las Islas Canarias. 
Se accede al parque desde la calle Comodoro Rolin y desde la  avenida de Madrid, avenida Bélgica o avenida Benito Pérez Armas. El Parque de La Granja, tiene una extensión muy amplia de instalaciones para la práctica deportiva al aire libre. Cuenta con amplios caminos de asfalto y de tierra batida, rodeados por parcelas ajardinadas. Estas parcelas están más levantadas que los caminos y por ello la tierra siempre es retenida por hileras de grandes rocas de basalto. Cuenta con amplias zonas de césped, un parque infantil y varias esculturas entre las que destaca la escultura a Félix Rodríguez de la Fuente obra de María Belén Morales. En una esquina del parque se encuentra la Biblioteca Pública del Estado en Santa Cruz de Tenerife. A principios de 2017 se inauguró un skatepark profesional, diseñado por el arquitecto Daniel Yábar, el Skatepark Parque de la Granja, considerado el mejor de Canarias y uno de los mejores en el mundo.

## Vegetación
Desde sus comienzos se concibe una vegetación abierta, con césped y vegetación de gran porte. Abundan por ello árboles y palmeras y escasean arbústos y herbáceas. En su interior destaca un grupo muy llamativo de Roystonea regia (palmera real) y los cañaverales de bambú; también crecen en este parque algunas especies exóticas como el nogal americano, el ombú, ficus de distintas especies etc. Existe un grupo de Elaeis guineensis (palmeras del aceite), traídas del Palmetum de Santa Cruz.